# Jules Bourdais
Jules Désiré Bourdais ( Brest (Francia), 6 de abril de 1835 - París, 2 de junio de 1915) fue un arquitecto francés, autor del proyecto del Palacio del Trocadero de París.

## Semblanza

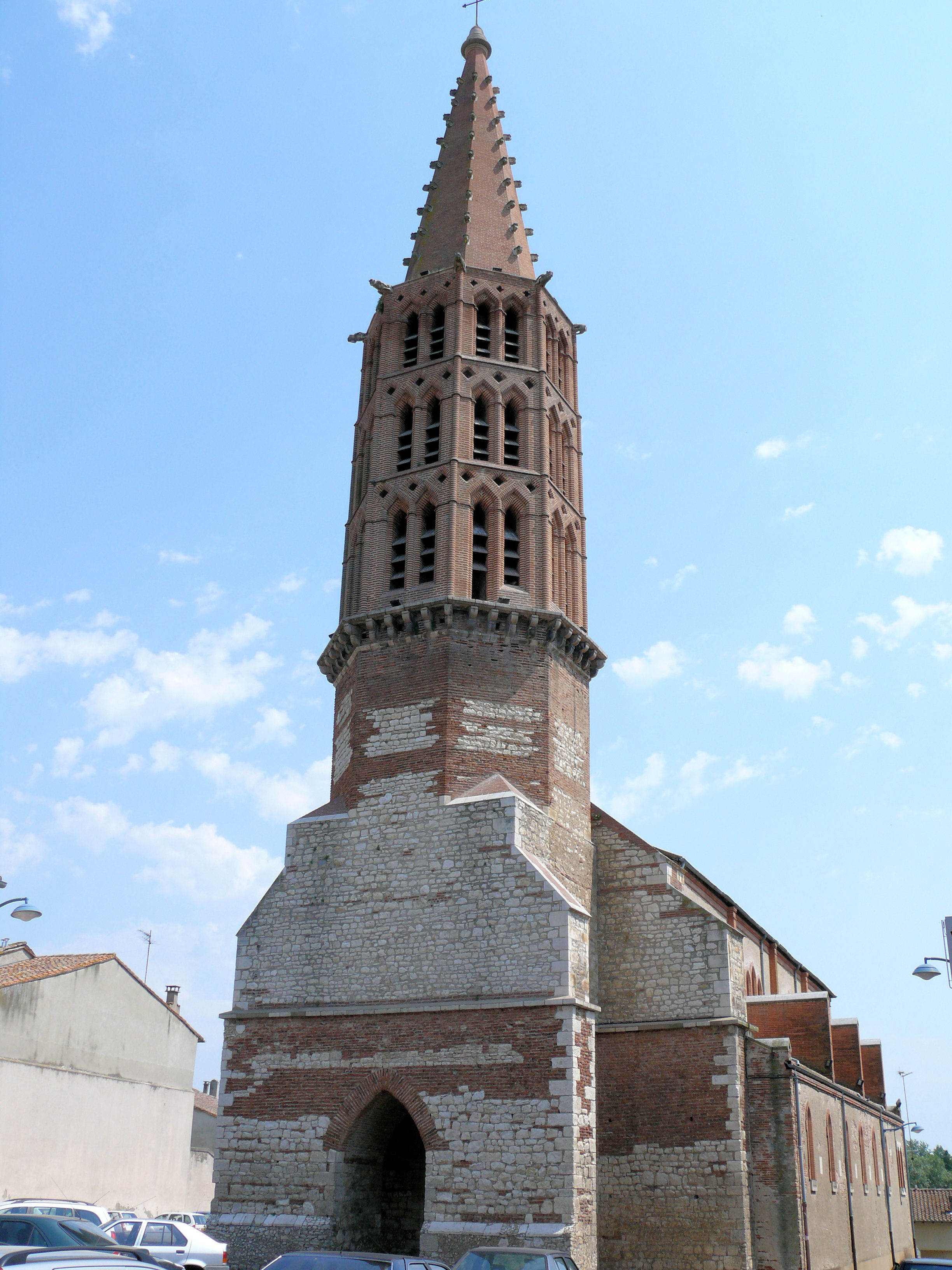
Saint-Pierre-ès-Liens en Nègrepelisse (1868-1870)

Bourdais se graduó en 1857 como arquitecto en la École Centrale des Arts et Manufactures de París. Entre sus primeras obras figuran algunas iglesias (sobre todo el templo protestante en Nègrepelisse además de reconstruir su iglesia de Saint-Pierre-ès-Liens y añadir una pequeña capilla al hospital local) y el Edificio de la Junta Municipal del Distrito XIX de París (1878). Alcanzó su mayor éxito en mayo de 1876, con la obtención del Primer Premio en el Concurso del Palacio del Trocadero (junto con Gabriel Davioud).
También participó, esta vez sin éxito, en el concurso de ideas para la Exposición Universal de París de 1889, al que presentó un faro monumental. El concurso finalmente se adjudicaría al proyecto de la Torre de 300 m presentado por Gustave Eiffel, edificación que posteriormente pasó a ser conocida como Torre Eiffel.
|  |  |